# Curetis semilimbata
Curetis semilimbata är en fjärilsart som beskrevs av Hans Fruhstorfer 1908. Curetis semilimbata ingår i släktet Curetis och familjen juvelvingar. Inga underarter finns listade i Catalogue of Life.